# Volucella jeddona
Volucella jeddona är en tvåvingeart som beskrevs av Jacques-Marie-Frangile Bigot 1875. Volucella jeddona ingår i släktet humleblomflugor, och familjen blomflugor. Inga underarter finns listade i Catalogue of Life.